# 久村種樹

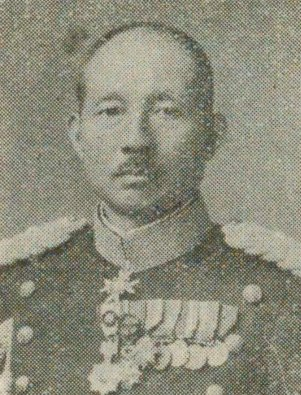
久村種樹

久村 種樹（ひさむら たねき、1882年4月16日 - 1967年4月26日）は、日本の陸軍軍人、実業家。最終階級は陸軍中将。陸軍科学研究所長、陸軍技術本部長を歴任。戦後、東洋高圧工業（現・三井化学）社長。

## 経歴
滋賀県出身。近江西大路藩（蒲生郡日野町）出身の教育家久村静弥の長男として生れる。陸軍幼年学校（13期）を経て、1902年（明治35年）11月、陸軍士官学校14期卒業（砲兵科）。翌年6月、砲兵少尉に任官し東京湾要塞砲兵連隊付となる。1908年（明治41年）12月、陸軍砲工学校高等科（14期）を優等で卒業。1909年（明治42年）9月、砲工学校員外学生となり東京帝国大学工学部火薬学科に入学。1912年（明治45年）7月、東京帝国大学を卒業し大阪火薬工廠宇治火薬製造所付となる。
1917年（大正6年）8月、砲兵少佐に昇進し陸軍兵器本廠検査官に就任。同年10月、欧州に出張した。1920年（大正9年）8月、陸軍科学研究所員兼陸軍技術本部員に異動。1921年（大正10年）7月、砲兵中佐、1924年（大正13年）8月、砲兵大佐に進級。1928年（昭和3年）8月、科学研究所第3部長となる。
1929年（昭和4年）12月、陸軍少将に昇進し、1932年（昭和7年）8月、陸軍科学研究所長に就任。1933年（昭和8年）12月、陸軍中将に進み、1936年（昭和11年）8月、技術本部長となった。1939年（昭和14年）3月、予備役に編入された。
1944年（昭和19年）東洋高圧工業社長。1947年（昭和22年）11月28日、公職追放仮指定を受けた。

## 栄典
- 1939年（昭和14年）4月19日 - 従三位[3]

## 親族
- 二男 久村栄次（陸軍少佐）